# Squalus chloroculus
Squalus chloroculus är en hajart som beskrevs av Last, White och Hiroyuki Motomura 2007. Squalus chloroculus ingår i släktet Squalus och familjen pigghajar. IUCN kategoriserar arten globalt som nära hotad. Inga underarter finns listade i Catalogue of Life.